# Schulsilvester

23. Dezember 1967: Mit Trillerfpfeifen, Topfdeckeln, Ziehharmonika und Glocken machen Schulkinder im Zürcher Quartier Seebach Lärm

1977: Mit Tröten und Glocken machen Schulkinder in Zürich Lärm

23. Dezember 1967: Klingelstreich im Zürcher Quartier Seebach

1992: Verschmutzung in der Scheuchzerstrasse (Zürich, Quartier Unterstrass) nach dem Schulsilvester

Beim Schulsilvester handelt es sich um einen Zürcher Altjahresbrauch der Kategorie Lärmbrauch. Ursprünglich wurde er am Morgen des 31. Dezembers, um 1900 – nach Einführung von Weihnachtsferien – am Morgen des 23. Dezembers und heute am letzten Schultag vor den Weihnachtsferien von den Schulkindern des Kantons Zürich in der Schweiz gefeiert.

## Ursprüngliche Bedeutung
Am frühen Morgen schwärmten die Kinder durch die Gassen der Stadt, später auch durch die Strassen der Dörfer. Wer als letzter aufstand oder zur Schule kam, wurde als Silvester verlacht und mit einem weissen Nachthemd und einer Schlafmütze bekleidet in einem Handwagen lärmend durch die Strassen, respektive Schule gezogen. An gewissen Orten musste er auch den Kalender für das neue Jahr bezahlen. Mit der Zeit zogen die Kinder vor dem auf 7 Uhr vorverlegten Schulbeginn lärmend durch die Strassen, um das alte Jahr zu «vertreiben».

## Geschichtliche Entwicklung
Während um 1920 das Treiben bereits um Mitternacht begann, wurde später der Beginn auf frühestens 5 Uhr festgelegt. Nach einem in den 1930er-Jahren sich eingebürgerten Brauch erhielten Gruppen, welche besonders laut waren oder mit einem Ständchen aufwarteten, von Bürgern, die dadurch geweckt wurden, Geschäftsleuten und insbesondere von Bäckern schweizerdeutsch Prochnigs für «Bruchstücke von Konfekt», wurden also mit einem essbaren Obolus belohnt. Die Grosszügigkeit der Geschäftsleute ging im Laufe der 1970er-Jahre merklich zurück und die Neue Zürcher Zeitung beklagte 1974: «Das alte Gewohnheitsrecht, dass namentlich die Bäcker verpflichtet sind, einen essbaren Obolus zu entrichten, wenn man ihnen ein Ständchen bringt, scheint vergessen.» An Stelle des Heischens trat immer mehr die Sitte des gemeinsamen Frühstücks im Klassenzimmer in der Schule. Ebenso klar zurückgegangen ist in den letzten Jahren die Lärmkraft der Kinder und das Lärmen mit selbstgebastelten Lärminstrumenten, Rätschen, Glocken, Küchenutensilien. Der bereits für das 19. Jahrhundert belegte Ruf: Silväschter stand uuf, streck d’ Bäi zum Bett uus! scheint Ende des 20. Jahrhunderts vergessen gegangen zu sein.
Ebenfalls ein Geschenk war das Silvesterbüchlein. Ab 1840 auf privater Initiative entstanden, veröffentlichte ab 1872 der Verein Zürcher Lehrer drei Versionen für die drei Schulstufen. Jahrelang wurden sie von bekannten Schriftstellern redaktionell betreut und bis 1966 herausgegeben. Anschliessend wurden in manchen Schulgemeinden anstelle des Silvesterbüchleins ein SJW-Heft verschenkt. Redaktoren waren etwa die Mundartdichter Eduard Schönenberger, Ernst Eschmann, Rudolf Hägni und Otto Schaufelberger.
Neben dem Radau gehören auch harmlose Streiche zum Schulsilvester, welche im Schutze der Dunkelheit ausgeführt werden. Als Beispiele aus der zweiten Hälfte des 20. Jahrhunderts sind zu erwähnen: Autos mit Toilettenpapier einwickeln, an fremden Türen klingeln oder Türglocken mit Zahnstochern blockieren, Gartentörchen aushängen, Türklinken mit Zahnpasta bestreichen. Diese Streiche arteten jedoch im Laufe der Zeit aus, insbesondere von «Nachtbuben», welche nicht mehr im Schulalter sind. Das hat mancherorts die Behörden dazu bewogen, den Schulsilvester zu verbieten, um die zum Teil beträchtlichen Sachschäden zu verhindern. Leidtragende sind die Schulkinder; die «Nachtbuben» hingegen lassen sich offensichtlich von Verboten wenig beeindrucken. Teilweise organisieren Schulgemeinden am Abend vor dem Schulsylvester klassenweise Partys für die 7.–9. Klasse, um zu verhindern, dass die grossen Schüler durch die Strassen ziehen und Schaden anrichten. Das kann tatsächlich helfen, aber die «Nachtbuben» kann man damit auch nicht verhindern.